# Stjärnenatt (målning av Munch)
Stjärnenatt (norska: Stjernenatt) är namnet på sex oljemålningar av den norske konstnären Edvard Munch som målades mellan 1893 och 1924. Den gemensamma nämnaren för serien är, förutom namnet och konstnären, natthimlen. Egentligen är det dock fråga om tre målningar eftersom de är målade vid olika tidpunkter och vid olika platser.
De två första målades 1893 i Åsgårdstrand vid Oslofjorden. I målningen syns ett strandlandskap, till vänster en utsikt mot havet och till höger ett stort mörkt träd som står i en trädgård som är omgivet av ett vitt staket. Munch kom första gången med sin familj till Åsgårdstrand 1885 och 1897 köpte han sig ett hus i byn. Flera av hans mest kända målningar har tillkommit i Åsgårdstrand, till exempel Inger på stranden, På bron och Melankoli. Den första versionen är utställd på Getty Center i Los Angeles och den andra på Von der Heydt-Museum i Wuppertal. 
Den tredje versionen målades 1900–1901 i Nordstrand utanför Oslo. Den visar ett skogslandskap i vinterskrud och är utställd på Museum Folkwang i Essen. 
De tre sista versionerna målades 1922–1924 och visar utsikten över Oslo från Munchs trädgård i Ekely i Aker. Munch köpte Ekely 1916 och bodde där till sin död 1944.

## Lista över olika versioner
| Målning | Namn        | Nummer | År        | Storlek       | Museum               | Stad        |
| ------- | ----------- | ------ | --------- | ------------- | -------------------- | ----------- |
|         | Stjärnenatt | 320    | 1893      | 136 × 140     | Getty Center         | Los Angeles |
|         | Stjärnenatt | 321    | 1893      | 108,5 x 120,5 | Von der Heydt-Museum | Wuppertal   |
|         | Stjärnenatt | 478    | 1900–1901 | 59,5 x 74     | Museum Folkwang      | Essen       |
|         | Stjärnenatt | 1451   | 1922–1924 |               | Munchmuseet          | Oslo        |
|         | Stjärnenatt | 1452   | 1922–1924 | 75 × 98       | Munchmuseet          | Oslo        |
|         | Stjärnenatt | 1453   | 1922–1924 | 85 × 130      | Munchmuseet          | Oslo        |